# Saint-Paulin (formaggio)
Il Saint-Paulin è un formaggio francese a base di latte vaccino originariamente prodotto dai monaci trappisti.

## Caratteristiche
È un formaggio burroso dalla forma tonda con lati leggermente sporgenti, abbastanza sodo per essere affettato. È simile all'havarti o all'esrom, ed è adatto come formaggio da tavola o da dessert. Viene servito con frutta e vino leggero. 
L'autentico Saint Paulin ha una crosta commestibile di colore giallo-arancio lavorata con l'annatto e la salamoia.
Il formaggio trascorre circa tre settimane nella camera di maturazione.
Al palato risulta dolce e ha un sapore di latte fresco leggermente acidulo.